# Слап (Випава)
Слап (словен. Slap) — поселення в долині річки Випави на захід від м. Випава в общині Випава. Висота над рівнем моря: 132,3 метрів.